# Pseudicius sindbadi
Pseudicius sindbadi là một loài nhện trong họ Salticidae.
Loài này thuộc chi Pseudicius. Pseudicius sindbadi được Jerzy Prószyński miêu tả năm 1989.